# Петрозаводская слюдяная фабрика
Петрозаво́дская слюдяна́я фабрика имени 8-го Марта — одно из первых предприятий слюдяной промышленности СССР, действовавшее в Петрозаводске в 1929—1999 годах.

## История
Фабрика образована 8 марта 1929 года путём реорганизации слюдяной мастерской треста «Карелгранит», с целью промышленной обработки слюды Чупинского месторождения слюды-мусковита.
К концу 1930-х годов выпускаемый фабрикой объём щипаной слюды составлял более 90 тонн в год, было освоено производство слюдяного порошка. Коллектив работников насчитывал более 550 человек.
В начале Советско-финской войны (1941—1944) оборудование и работники фабрики с семьями были эвакуированы на восток страны — Урал.
В период финской оккупации Петрозаводска (1941—1944) производство возобновилось уже в ноябре 1941 года, так как производственные здания фабрики не были разрушены и обработка слюды производилась в основном вручную. В декабре 1941 года фабрика была передана оккупационными властями в управление АО «Суомен Минераали». К весне 1944 года на фабрике работало около 200 работников из числа свободных петрозаводчан и, кроме того, привлекались к работе дополнительно заключённые концлагерей Петрозаводска.
Фабрика продолжила деятельность в конце 1944 года после освобождения Петрозаводска войсками Карельского фронта.
В результате масштабной реконструкции предприятия, проведённой в 1959—1965 годах, были значительно увеличены объёмы выпускаемой продукции, освоен выпуск радиодеталей, телевизионной и конденсаторной слюды, введён в строй первый в СССР цех по производству изоляционных коллекторных слюдопластов. Выпускаемой продукции был присвоен в 1967 году Государственный знак качества СССР.
С 1970-х годов выпускалось 25 видов изделий, продукция фабрики отгружалась более 400-м предприятиям СССР, 95 % заказов обеспечивал военно-промышленный комплекс СССР. Количество работавших составляло более 3500 чел. В 1978 году предприятие было награждено Орденом «Знак Почёта».
В эти годы многие работники предприятия были удостоены высших государственных наград СССР, в том числе мастер Е. С. Антипова была удостоена звания Герой Социалистического Труда.
В 1980-е годы был освоен выпуск электронагревателей и элементов для бытовых изделий.
В 1993 году предприятие преобразовано в АООТ «Петромика», прошло процедуру банкротства.
В 1999 году выпуск продукции был прекращён, оборудование демонтировано.
С 2000-х годов в бывших корпусах слюдяной фабрики располагаются торговые предприятия и офисы коммерческих предприятий Петрозаводска.

## Руководители фабрики
- Кудрявцева (1929—1930)
- Кесконен (1930—1931)
- И. П. Бакланов (1931—1933)
- В. Ф. Шельвах (1933-1934)
- П. Р. Марков (1935—1940)
- М. К. Богданова (1945—1952)
- Г. И. Чеплюков (1953—1963)
- И. М. Крапивин (1963—1965)
- Ф. А. Тюрюханов (1966—1985)
- А. Г. Чирков (1986—1993)
- В. Плис (1993—1998)
- В. А. Симонян (1998—1999)